# 王壽來
王壽來（1948年7月27日—），籍貫山西省五台縣，台灣作家、翻譯家，國立中興大學法商學院法律學系學士，美國喬治城大學碩士，國立台灣師範大學美術研究所碩士，前中華民國文化部文化資產局局長。其妻謝小韞曾任臺北市政府文化局局長。

## 生平
王壽來是王靖國之子。1949年，山西局勢混亂，王靖國便安排王壽來母子們出逃，攜著五位兄弟姊妹，一路從太原逃往成都，再從海南來到台灣，最後落腳於台北。

## 資歷
王壽來曾任行政院新聞局駐舊金山新聞處主任、國際新聞處副處長、國際新聞處處長、視聽資料處處長，行政院文化建設委員會第三處處長、主任秘書（期間曾代理國立台灣歷史博物館籌備處主任3個月）、參事、文化資產總管理處籌備處主任。

## 作品
- 著有《公務員快意人生》、《公務員DNA》、《與世界偉人面對面》、《藝術·收藏·我》等書。
- 譯有《友誼之舟》、《智慧語》、《珍珠寓言集》、《如何做你自己最要好的朋友》、《心靈小札·致有志寫作者》、《智慧清泉》等書。
- 主編《英語格言諺語小辭典》等書。